# Thuyết ngoại di truyền về đồng tính
Thuyết ngoại di truyền về đồng tính là các nghiên cứu về những thay đổi trong biểu hiện gen hoặc kiểu hình tế bào gây ra bởi các cơ chế khác ngoài những thay đổi trong trình tự DNA cơ bản và vai trò của chúng trong sự phát triển của đồng tính luyến ái. Ngoại di truyền xem xét tập hợp các phản ứng hóa học làm bật và tắt các phần trong bộ gen tại các thời điểm và vị trí chiến lược trong chu kỳ sống của sinh vật. Tuy nhiên, các thuyết ngoại di truyền sẽ làm rối rắm nhiều nguyên nhân khởi đầu và kết quả cuối cùng, kết quả là chúng sẽ không bao giờ dẫn đến một nguyên nhân hay một kết quả duy nhất. Do đó, bất kỳ cách giải thích nào về các thuyết này có thể sẽ không chỉ tập trung vào một lý do riêng lẻ trong số nhiều nguyên nhân và nhiều kết quả.
Thay vì ảnh hưởng đến trình tự DNA của sinh vật, các yếu tố ngoài di truyền có thể khiến các gen của sinh vật biểu hiện theo các cách khác nhau. DNA trong cơ thể con người được bao bọc xung quanh histone, là những protein đóng gói và sắp xếp DNA thành các đơn vị cấu trúc. DNA và histone được bao phủ bởi các thẻ hóa học gọi là hệ gen ngoại di truyền, giúp định hình cấu trúc vật lý của bộ gen. Nó bao bọc chặt chẽ các gen không hoạt động trên chuỗi DNA khiến những gen đó không thể được đọc trong khi quấn lỏng các gen đang hoạt động khiến chúng biểu hiện tốt hơn. Gen càng bị quấn chặt thì càng ít được biểu hiện trong cơ thể sinh vật. Các thẻ ngoại di truyền này phản ứng với các kích thích từ thế giới bên ngoài. Nó điều chỉnh các gen cụ thể trong bộ gen để đáp ứng với môi trường thay đổi nhanh chóng của con người. Khái niệm về ngoại di truyền và biểu hiện gen là một lý thuyết đã được áp dụng cho nguồn gốc của đồng tính luyến ái ở người. Một nhóm các nhà nghiên cứu đã kiểm tra tác động của epi-mark (dấu ấn ngoại di truyền) đệm cho bào thai XX và bào thai XY khi tiếp xúc với androgen (kích tố sinh dục đực) nhất định và sử dụng dữ liệu đã công bố về tín hiệu androgen của bào thai và điều hòa gen thông qua những thay đổi không di truyền trong đóng gói DNA để phát triển một mô hình mới cho đồng tính. Các nhà nghiên cứu phát hiện ra rằng, mạnh hơn các epi-mark trung bình, hệ gen ngoại di truyền được bao bọc chặt chẽ xung quanh chuỗi DNA, thay đổi xu hướng tính dục ở các cá nhân trong khi không thay đổi cơ quan sinh dục hoặc bản dạng tính dục. Nghiên cứu này ủng hộ giả thuyết rằng đồng tính luyến ái bắt nguồn từ sự giảm biểu hiện của một số gen nhất định trên chuỗi DNA liên quan đến xu hướng tính dục. Lý thuyết này cùng với các khái niệm khác liên quan đến epi-mark, cùng nghiên cứu trên các cặp sinh đôi và tín hiệu androgen của thai nhi sẽ được nói kỹ hơn trong bài này.

## Dấu ấn ngoại di truyền
Dấu ấn ngoại di truyền (epi-mark) là một chiếc "công tắc" tạm thời kiểm soát cách mà gen của chúng ta được biểu hiện trong thai kỳ và sau khi sinh. Hơn nữa, dấu ấn ngoại di truyền là những biến đổi của protein histone. Dấu ấn ngoại di truyền là những sửa đổi của các nhóm methyl và acetyl liên kết với các histone DNA, do đó thay đổi cách thức hoạt động của các protein và kết quả là thay đổi sự biểu hiện của gen. Nói cách khác, dấu ấn ngoại di truyền thay đổi cách thức hoạt động của các histone và do đó, ảnh hưởng đến cách gen được biểu hiện. Dấu ấn ngoại di truyền thúc đẩy sự phát triển giới tính một cách bình thường trong quá trình phát triển của thai nhi. Tuy nhiên, chúng có thể được truyền cho con cái thông qua quá trình nguyên phân. Khi chúng được truyền từ cha mẹ sang đứa con khác giới tính, nó có thể góp phần làm thay đổi sự phát triển giới tính, do đó dẫn đến sự nam tính hóa con gái và nữ tính hóa con trai. Dù vậy, giữa các cá thể, những dấu ấn ngoại di truyền này không có sự thống nhất về tính bền và tính linh động.

## Nghiên cứu về các cặp sinh đôi
Các cặp sinh đôi cùng trứng có DNA giống hệt nhau, dẫn đến một kết luận tưởng chừng rất đúng rằng tất cả các cặp sinh đôi cùng trứng đều là người dị tính hoặc người đồng tính. Tuy nhiên, điều này rõ ràng không đúng, do đó nó để lại một khoảng trống trong cách giải thích về đồng tính luyến ái. Không có một gen "đồng tính" cụ thể nào là nguyên nhân cho đồng tính luyến ái. Thay vào đó, các dấu ấn ngoại di truyền hoạt động như "công tắc" tạm thời điều chỉnh cách các gen được biểu hiện. Trong số các cặp sinh đôi cùng trứng mà một trong hai là người đồng tính, chỉ có hai mươi phần trăm mà người còn lại cũng là người đồng tính, điều này dẫn đến giả thuyết rằng mặc dù các cặp sinh đôi cùng trứng có cùng DNA, đồng tính luyến ái được tạo ra bởi một thứ khác chứ không phải do gen. Các chuyển đổi ngoại di truyền cho phép sự bật và tắt của một số gen nhất định, sau đó chúng định hình cách tế bào phản ứng với tín hiệu androgen và điều này rất quan trọng trong quá trình dậy thì. Một ví dụ khác về hệ quả của ngoại di truyền là trong bệnh đa xơ cứng ở các cặp song sinh một hợp tử (sinh đôi cùng trứng). Có những cặp sinh đôi không cùng mắc bệnh đa xơ cứng và không cùng biểu hiện tính trạng. Sau khi xét nghiệm di truyền, người ta cho rằng DNA giống hệt nhau nhưng sự khác biệt về yếu tố ngoại di truyền đã góp phần tạo ra sự khác biệt về gen giữa các cặp sinh đôi cùng trứng.

## Ảnh hưởng của việc tiếp xúc với androgen trong giai đoạn là thai nhi
Trong giai đoạn là thai nhỉ, ảnh hưởng của nội tiết tố androgen, cụ thể là testosterone, gây ra các đặc điểm nữ tính đối với sự phát triển giới tính ở nữ và các đặc điểm nam tính ở nam giới. Trong quá trình phát triển giới tính điển hình, nữ giới tiếp xúc với lượng testosterone tối thiểu, do đó nữ tính hóa sự phát triển giới tính của họ, trong khi nam giới thường tiếp xúc với mức độ testosterone cao, làm nam tính hóa sự phát triển giới tính của họ. Dấu ấn ngoại di truyền đóng một vai trò quan trọng trong sự phát triển này bằng cách hoạt động như một chất đệm giữa thai nhi và sự tiếp xúc với androgen. Hơn nữa, chúng chủ yếu bảo vệ thai nhi XY khỏi phơi nhiễm quá ít androgen trong khi bảo vệ thai nhi XX khỏi phơi nhiễm quá mức androgen. Tuy nhiên, khi tình trạng phơi nhiễm quá mức androgen xảy ra ở thai nhi XX, nghiên cứu cho thấy chúng có thể thể hiện hành vi nam tính hóa so với phụ nữ trải qua mức độ phơi nhiễm androgen bình thường. Nghiên cứu cũng cho thấy rằng việc phơi nhiễm quá mức androgen ở phụ nữ dẫn đến việc giảm hứng thú tình dục khác giới ở tuổi trưởng thành so với những phụ nữ có mức phơi nhiễm androgen thông thường.

## Mức di truyền
Dấu ấn ngoại di truyền mới thường được tạo ra theo từng thế hệ, nhưng những dấu ấn này đôi khi được chuyển giao giữa các thế hệ. Dấu ấn ngoại di truyền dành riêng cho giới tính được tạo ra trong giai đoạn mới phát triển của bào thai để bảo vệ mỗi giới tính khỏi sự chênh lệch tự nhiên về testosterone xảy ra trong các giai đoạn phát triển sau này của thai nhi. Các dấu ấn ngoại di truyền khác nhau bảo vệ các đặc điểm giới tính cụ thể khỏi bị nam tính hóa hoặc nữ tính hóa — một số ảnh hưởng đến bộ phận sinh dục, một số ảnh hưởng đến bản dạng tính dục và những đặc điểm khác ảnh hưởng đến xu hướng tính dục. Tuy nhiên, khi những dấu ấn ngoại di truyền này được truyền qua các thế hệ từ cha sang con gái hoặc mẹ sang con trai, chúng có thể gây ra những tác động đảo ngược, chẳng hạn như nữ tính hóa một số đặc điểm ở con trai và tương tự là nam tính hóa một số đặc điểm ở con gái. Hơn nữa, những tác động đảo ngược của quá trình nữ tính hóa và nam tính hóa có thể dẫn đến xu hướng tính dục bị đảo ngược. Ví dụ, các dấu ấn ngoại di truyền dành riêng cho giới tính thường ngăn bào thai nữ bị nam tính hóa do tiếp xúc với testosterone cao hơn mức thông thường và ngược lại đối với bào thai nam. Dấu ấn ngoại di truyền dành riêng cho giới tính thường bị loại bỏ và không được truyền giữa các thế hệ. Tuy nhiên, đôi khi chúng có thể thoát khỏi sự loại bỏ thông thường và sau đó được truyền từ gen của bố sang con gái hoặc từ gen của mẹ sang con trai. Khi điều này xảy ra, nó có thể dẫn đến xu hướng tính dục bị thay đổi. Dấu ấn ngoại di truyền thường bảo vệ cha mẹ khỏi sự thay đổi nồng độ hóc-môn giới tính trong quá trình phát triển của thai nhi, nhưng có thể di truyền qua các thế hệ và sau đó dẫn đến đồng tính luyến ái ở người con khác giới. Điều này chứng tỏ rằng gen mã hóa của các dấu ấn ngoại di truyền này có thể lan rộng trong quần thể vì chúng có lợi cho sự phát triển và cho thể chất của bố mẹ nhưng một khi thoát khỏi sự loại bỏ thông thường dù hiếm gặp, sẽ dẫn đến xu hướng tính dục đồng giới ở con cái.